# Papuasilkesstjärt
Papuasilkesstjärt (Chaetorhynchus papuensis) är en fågel i familjen solfjäderstjärtar inom ordningen tättingar.

## Utseende
Papuasilkesstjärten är helsvart med en blåaktig glans på huvud och mantel och är en liten tätting med en längd på cirka 12 centimeter. Den har ett proportionellt stort huvud och lång stjärt. Arten uppvisar en mindre klinal storleksskillnad där de västra populationerna är störst och de sydöstra minst.

## Utbredning och levnadssätt
Papuasilkesstjärt är endemisk för Nya Guinea. Den förekommer i bergsskogar på höjder mellan 600 och 1 600 meter över havet där den är stannfågel 
Arten livnär sig av insekter och spindlar som den fångar i flykten. Den ses ofta sitta typiskt upprätt på en horisontell gren med stjärten pekande rakt nedåt och hängande vingar. Den har rapporterats följa svartnäbbad bågnäbbsparadisfågel (Drepanornis albertisi) när denna födosöker på bark och epifyter, men också följa människor. Det finns mycket lite information om dess häckningsbeteende, men boet är en liten grund korg som hänger från en trädklyka.

## Systematik

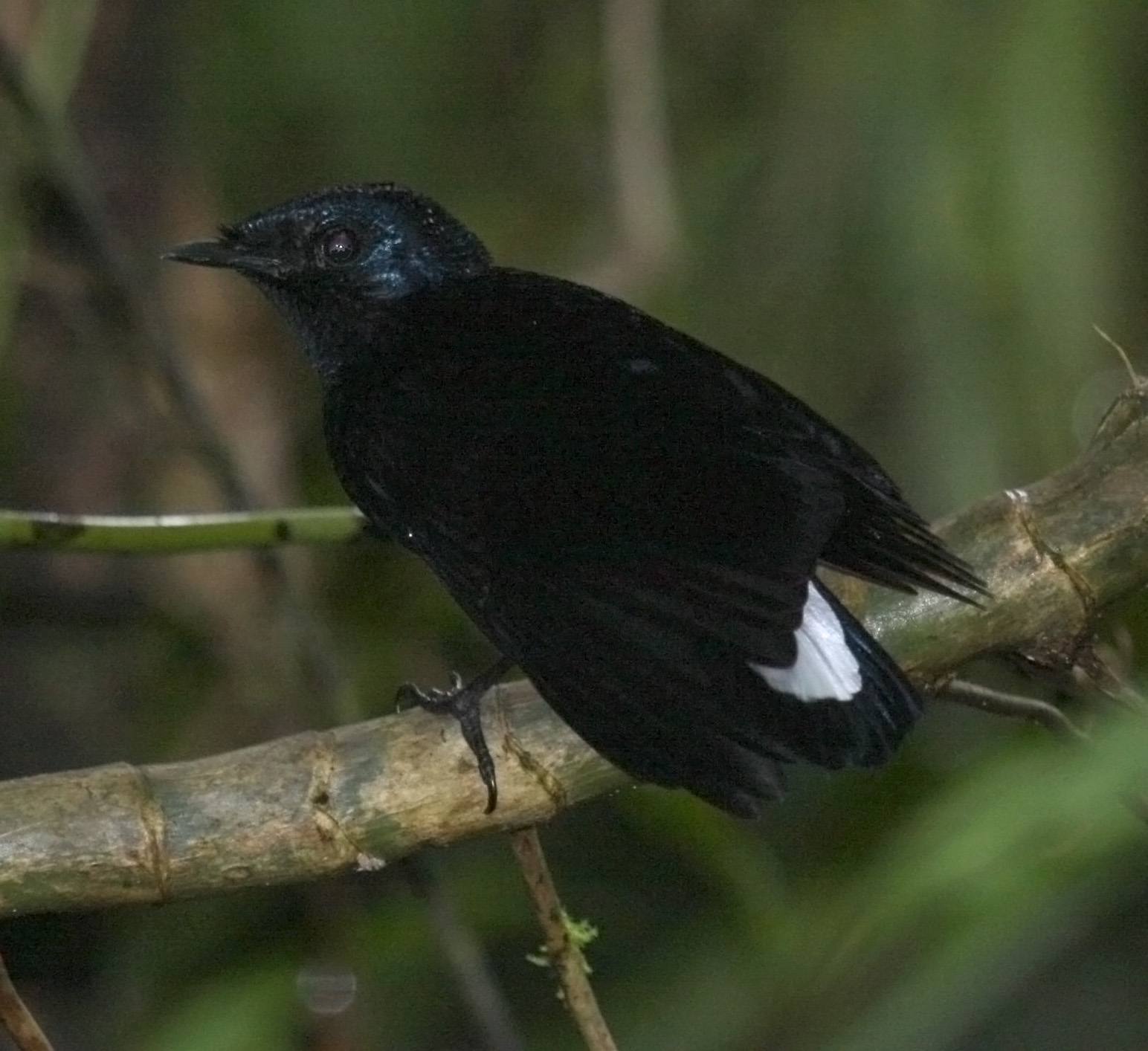
En taveunisilkesstjärt (Lamprolia victoriae), vilket vissa DNA-studier indikerar är papuasilkesstjärtens närmaste släkting.

Papuasilkesstjärten placeras som ensam art i sitt släkte Chaetorhynchus. Länge har arten förts till familjen drongor (Dicruridae, då med trivialnamnet dvärgdrongo), men arten har tolv stjärtfjädrar till skillnad från de övriga drongorna som har tio. DNA-analyser bekräftar att arten inte är en del av drongorna. Istället är den nära släkt med silkesstjärtarna i Lamprolia från Fiji, och dessa är tillsammans närmast familjen solfjäderstjärtar (Rhipiduridae). Även den akut hotade fågelarten Eutrichomyias rowleyi på ön Sangihe i Indonesien, tidigare placerad i familjen monarker (Monarchidae) hör hit. Följaktligen har dessa arter flyttats dit och trivialnamnet för arten ändrades, från det vilseledande dvärgdrongo till drongosolfjäderstjärt. 
Senare studier har visat att denna klad visserligen är en systergrupp till solfjäderstjärtarna, men relativt avlägset släkt, varför de föreslagits placeras i en egen familj, Lamproliidae. Än så länge behandlar de flesta internationella taxonomiska auktoriteter Chaetorhynchus som en del av Rhipiduridae, men de nya rönen har föranlett ytterligare ett byte av trivialnamn, till det nuvarande papuasilkesstjärt. 

## Status och hot
Papuasilkesstjärten har ett stort utbredningsområde, men det råder kunskapsbrist kring både populationens storlek och dess utveckling. Internationella naturvårdsunionen IUCN anser dock att den inte är hotad, varför den placeras i kategorin livskraftig (LC). Den beskrivs som ganska vanlig till ovanlig.